# Színház (épület)

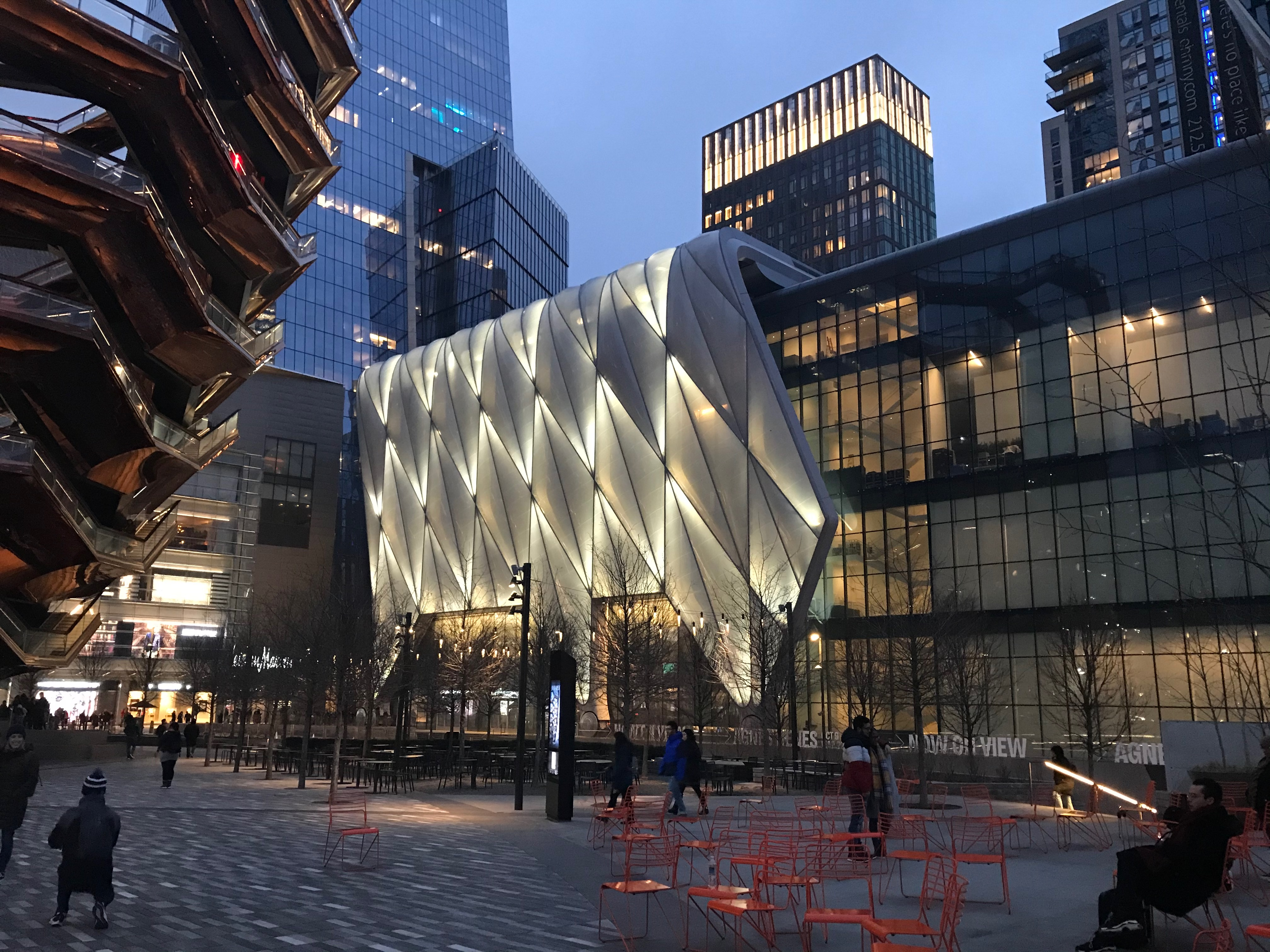
A The Shed, kulturális központ New Yorkban

Az Opéra Garnier párizsi operaház belső tere a színpaddal, a nézőtér a padlóra rögzített ülésekkel és a páholyokkal

A színház vagy színjátszóhely olyan építmény, ahol színházi, előadó-művészeti előadásokat és hangversenyeket mutatnak be. A színházépület az előadás- és közönségterek összességét szolgálja. A létesítményt általában úgy szervezik meg, hogy az előadók, a technikai stáb és a közönség tagjai számára területeket, valamint magát az előadás helyszínét biztosítsa.
Ahány előadástípus, annyiféle színház létezik. Épülhetnek kimondottan bizonyos típusú produkciókhoz, szolgálhatnak általánosabb előadási igényeket, vagy adaptálhatók, átalakíthatók színházi használatra. A szabadtéri amfiteátrumoktól a díszes, katedrálisszerű építményeken át az egyszerű, díszítetlen szobákig vagy páholyos színházakig terjedhetnek. Az operaelőadásokhoz használt színházat operaháznak nevezik. Az előadáshoz nem szükséges színházépület (mint a környezeti színházban vagy az utcaszínházban), ez a szócikk a kifejezetten előadáshoz használt építményekről szól. Egyes színházak fix színészi területtel rendelkezhetnek (a legtöbb színházban ezt színpadnak nevezik), míg más, például a feketedobozos színházakban, mozgatható ülőhelyek vannak, amelyek lehetővé teszik a produkció számára, hogy neki megfelelő előadásteret alakítson ki.

## A színházi épület elemei

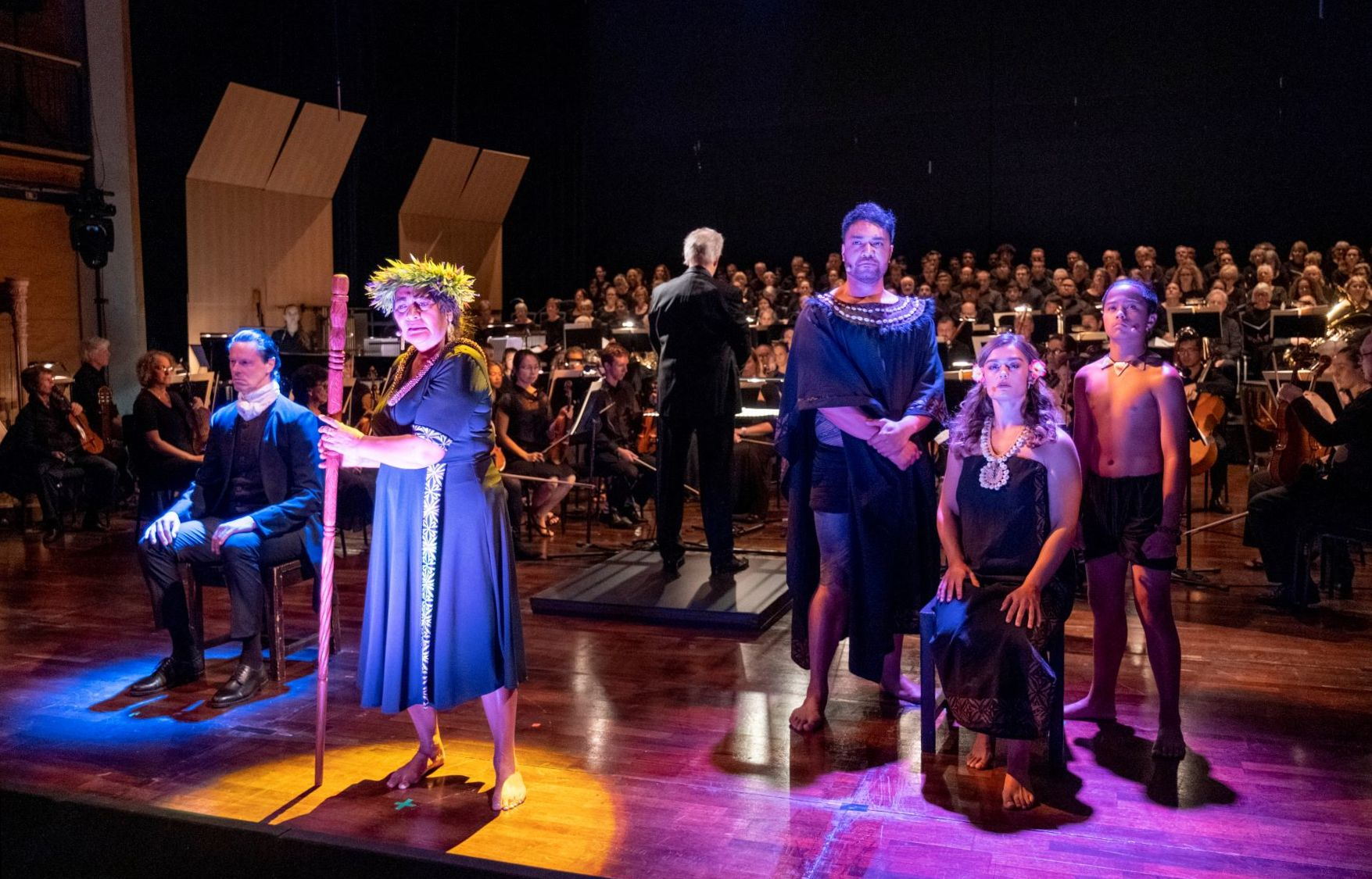
Az Ihitai „Avei'a – Star Navigator” operaprodukciója egy „block box” rendezvényközpontban Aucklandben, Új-Zélandon

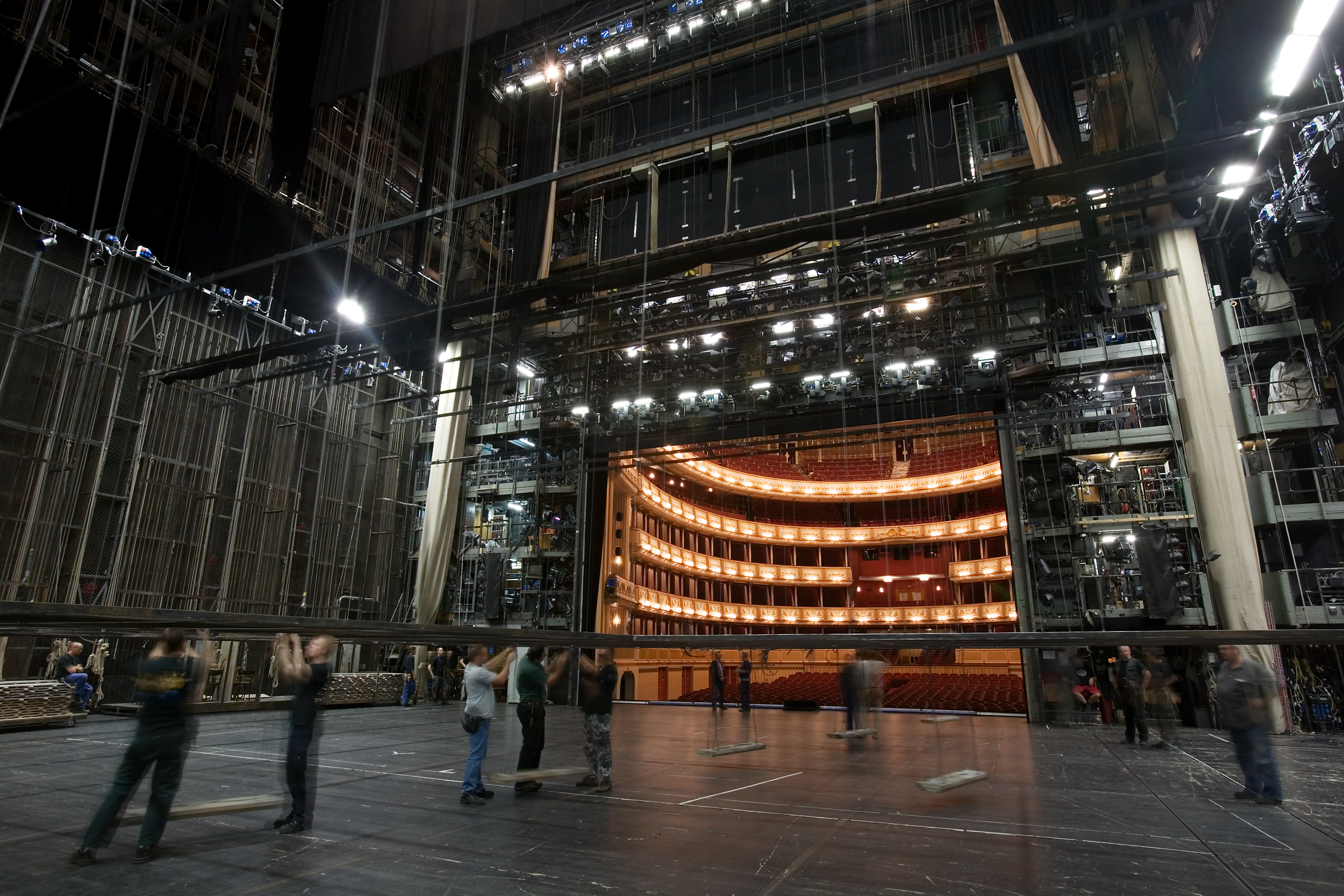
A bécsi Staatsoper kulisszái mögött

A színház épülete tereket tartalmaz események vagy előadások számára, amelyet általában színpadnak neveznek, valamint tereket a közönség (nézőtér), a színházi személyzet, az előadók és a stáb számára az esemény előttre és utánra.
Egy színházépületnek általában két főbejárata van. Az egyik elöl, a közönség számára, amely az előcsarnokba vezet, ahol jegyet is árusítanak. A másikat színpadi vagy hátsó ajtónak hívják, és a színfalak mögül érhető el, ahol a szereplők és a stáb be- és kilépnek a színházba/ból, a rajongók pedig néha ott várakoznak az előadás után, hogy autogramot kérjenek.

### Színpad
A színtér vagy előadótér a színpad. Egyes színházakban, amilyenek például a proszkénion színházak, az arénaszínházak és az amfiteátrumok, ez állandó része az épületnek. Egyes színházakban a színpad területe megváltoztatható, és kifejezetten egy produkcióhoz igazítható, amelyet gyakran black box színháznak is neveznek, mivel a falakat feketére festik és fekete drapériákkal borítják be.

### A színfalak mögött és a színpadon kívül
Általában egy kifejezetten előadásra használt épületben vannak színpadon kívüli terek is az előadók és a stáb számára. Itt tárolják a kellékeket, díszleteket és jelmezeket, az előadók pedig itt várják a színrelépést. Ezeket a színpadon kívüli tereket szárnyaknak nevezzük, s a proszcénium színpad mindkét oldalán helyezkednek el. A színfalak előtt súgólyuk található. Az amfiteátrumban a színpad mögötti területet ki lehet jelölni ilyen célokra, míg a blackbox színházban a tényleges színházon kívül is lehetnek ilyen célokra kijelölt terek.
A színház gyakran más tereket is tartalmaz, az előadók és más személyzet számára. A házba beépíthető egy, a színpad felőli fülke, ahol a fény- és hangtechnikusok figyelemmel kísérik a műsort, és aktívan használhatják a saját berendezésüket. Az épület további helyiségei öltözők, próbatermek; díszletek, kellékek és jelmezek készítésére, valamint raktározásra szolgálnak.

### Ülések és közönség

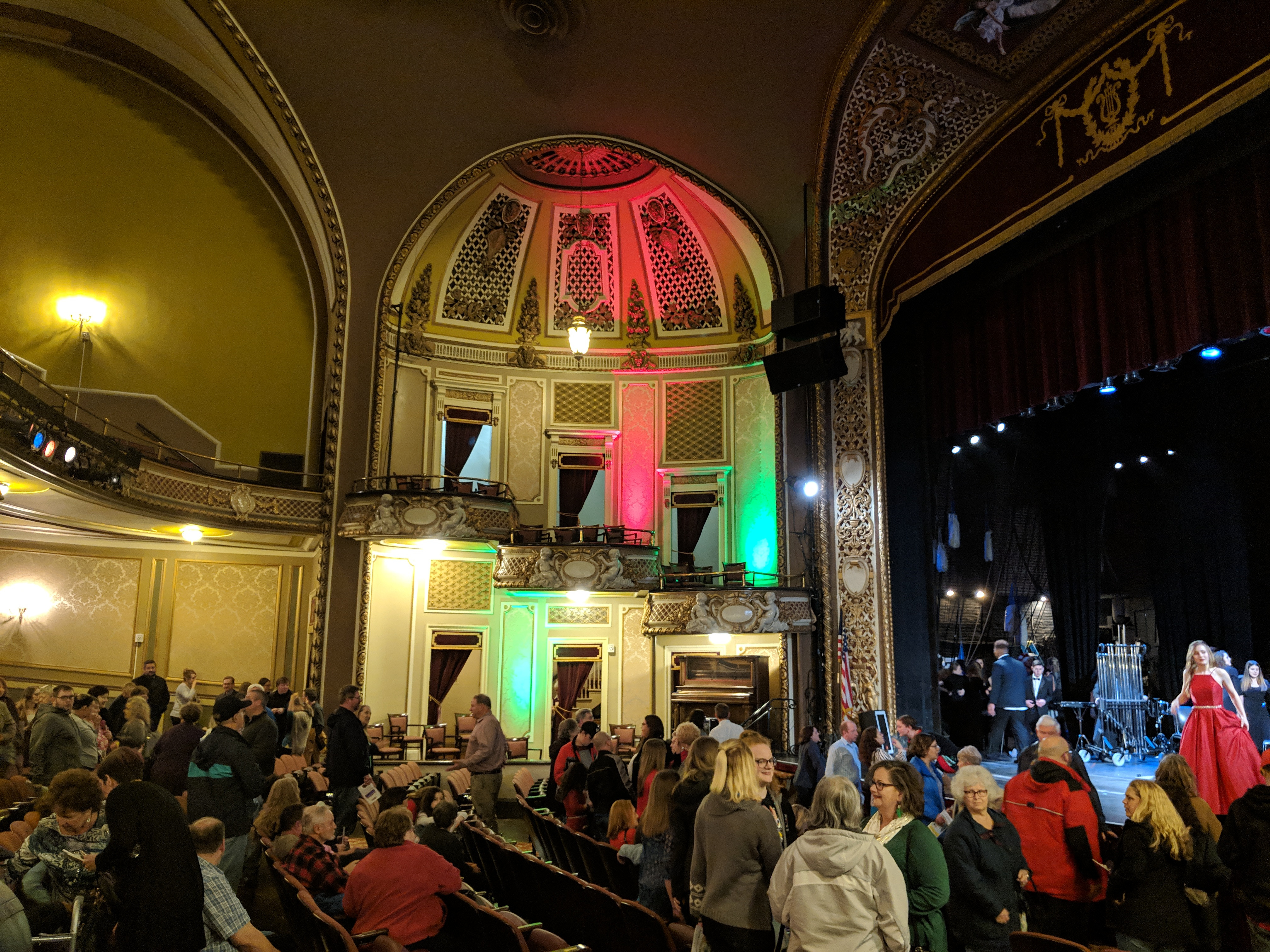
A Maryland Színház Hagerstownban, Marylandben, bemutatja a színpadot, a proszcéniumot és az üléseket

Minden színház teret biztosít a közönségnek. A rögzített ülőhelyes színházban a közönséget gyakran a proszcénium ív választja el az előadóktól. A proszkénion színházakban és amfiteátrumokban a proszcénium íve, akárcsak a színpad, az építmény állandó eleme. Ezt a területet nézőtérnek nevezik.
A nézőtér az alábbiak közül néhányat vagy mindegyiket tartalmazhat:

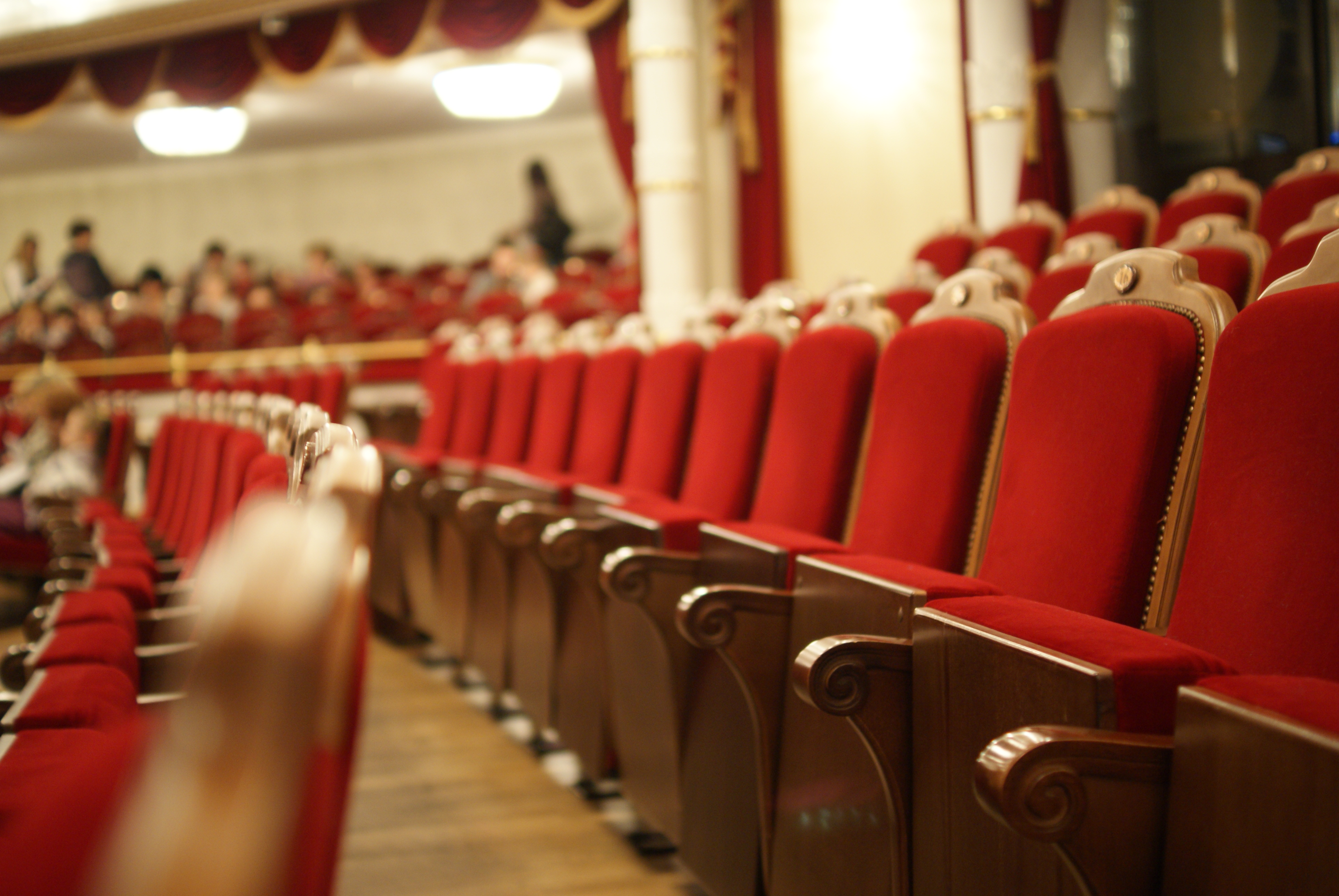
Közelkép a minszki Opera- és Balettszínház üléseiről

- Bódék vagy aréna (Észak-Amerikában orchestra): az alsó sík terület, általában a színpad alatt vagy azzal egy szinten. A parterre szót (alkalmanként parketta) néha a terület egy bizonyos részhalmazára utal. Észak-Amerikában ez általában a galéria alatti hátsó ülésblokkot jelenti (lásd lent), míg Nagy-Britanniában vagy a zenekari árok előtti területet, vagy az egész bódét jelentheti. A kifejezés bizonyos esetekben az oldalsó istállókra is utalhat. A parterre kertészeti kifejezésből eredő szóhasználat a nézőtér ülőhelyeinek és a kertépítésben látható ültetett ágyások tagolt mintázatára emlékeztet. A 18. században a kifejezést a partert elfoglaló színházi közönségre is használták.
- Erkélyek vagy galériák: egy vagy több megemelt ülőfelület a nézőtér hátulja felé. A nagyobb színházakban több szintet függőlegesen egymásra helyeznek a standok felett vagy mögött. Az első szintet általában ruhakörnek vagy nagy körnek nevezik. A következő szint a loggia. A főerkély alá behelyezett második szint lehet a magasföldszint. A legmagasabb emelvényt vagy felső kört néha kakasülőnek nevezik, különösen a nagy operaházakban, ahol az ülések nagyon magasan lehetnek, és nagy távolságra vannak a színpadtól.
- Páholyok (állami páholy vagy színpadi páholy): jellemzően közvetlenül a színpad elé, mellé és szintje fölé helyezik el. Ezek gyakran különálló szobák nyitott kilátóval, amelyekben általában legfeljebb öt ember fér el. Ezeket az üléseket általában a ház legrangosabb helyének tekintik. Néha „állami páholyt” vagy „királyi páholyt” biztosítanak a méltóságok számára.
- Házi ülések: ezek a „legjobb ülőhelyek a házban”, így a legjobb kilátás nyílik a színpadra. Bár az egyes színházak elrendezése eltérő, ezek általában a standok közepén vannak. Ezeket az üléseket hagyományosan a szereplők és a stáb számára tartják fenn, hogy meghívhassák családtagjaikat, ügynökeiket és másokat. Ha nem használják őket, akkor általában az előadás napján kerülnek értékesítésre.

## Története

### Szabadtéri színházak

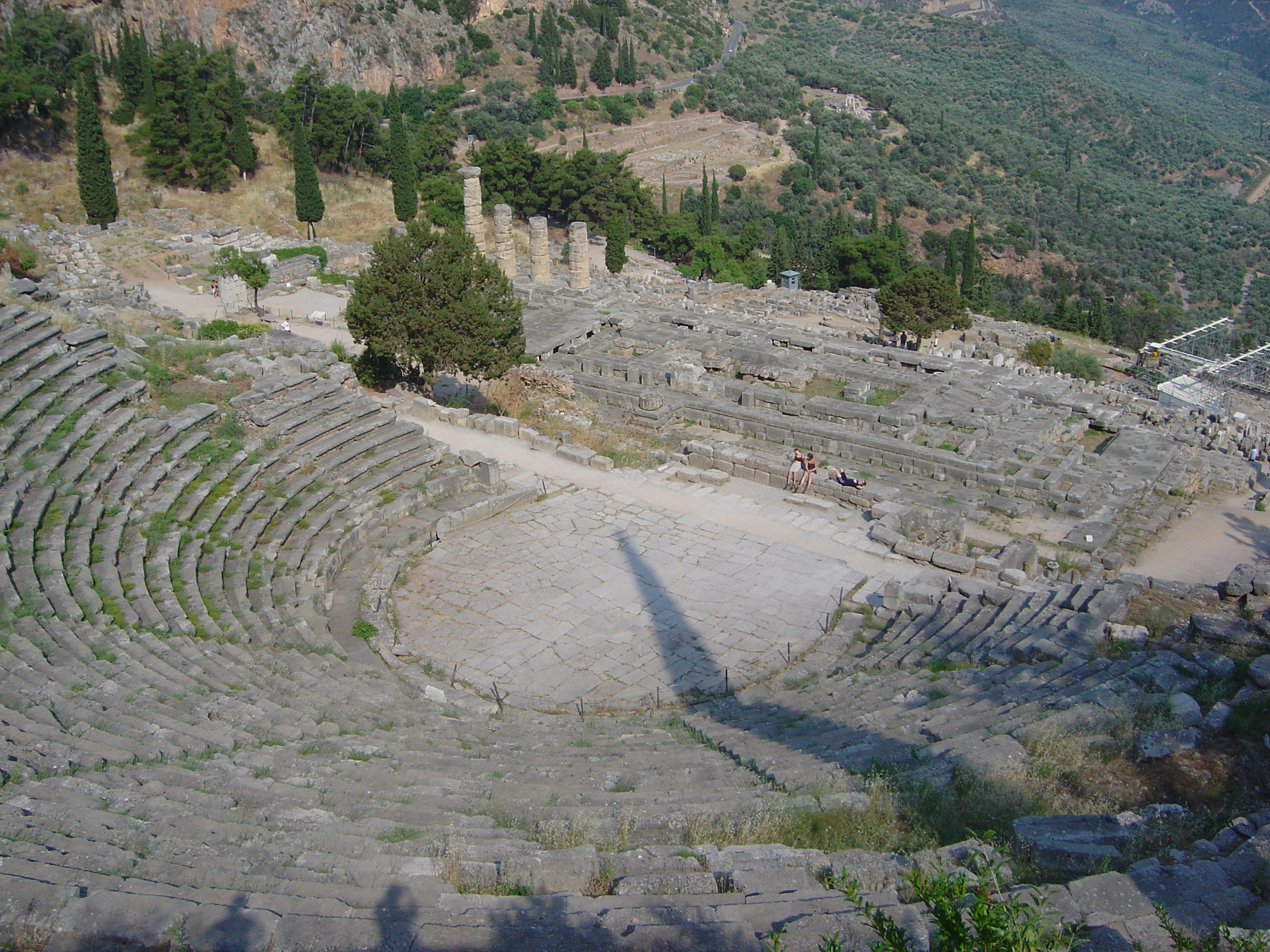
Az ókori színház (Delphoi, Görögország)

#### Ókori Görögország
Az ókori görög színház három főbb részből állt: orkhésztra, theatron, szkéné. A felépítés érdekessége, hogy ezek a részek különböző korszakokban alakultak ki, így végleges formáját csak a hellenisztikus korban nyerte el.
A klasszikus korban az orkhésztrán léptek fel a színészek és a kar is a szkénothéké és a szkéné előtt. A hellenisztikus korra a színjáték átkerült a proszkénionra, és az orkhésztrán csak a lírai karok, szólisták szerepeltek.
A görög színházépületeket theatronnak („látogatóhely”) nevezték. A színházak nagy, szabadtéri építmények voltak, amelyeket dombok lejtőin építettek. Három fő elemből álltak: a zenekarból, a szkénéból és a közönségből.
A színház központi eleme a zenekar (orkhésztra) volt, vagy tánchely, egy nagy, kör vagy téglalap alakú terület. A zenekar volt a színhelye a kóruselőadásoknak, a vallási szertartásoknak és esetleg a színjátszásnak. A „zenekar” közepén oltár állt; Athénban az oltárt Dionüszosznak szentelték.
A zenekar mögött egy nagy téglalap alakú épület volt, az úgynevezett szkéné (jelentése sátor vagy kunyhó). A színfalak mögötti területként használták, ahol a színészek jelmezüket és maszkjukat cserélhették, de a színdarabok helyszínének ábrázolására is szolgált, amelyeket általában egy palota vagy ház előtt játszottak. Jellemzően két vagy három ajtó volt a színtéren, amely a zenekarhoz vezetett, amelyeken a színészek be- és kiléphettek. Eleinte a szkéné szó szerint egy sátor vagy kunyhó volt, amelyet a vallási ünnepre állítottak fel, és amikor annak vége lett, leszedték. Később a szkéné állandó kőszerkezetté vált. Ezeket néha háttérként festették, innen ered az angol scenery szó. A közelben, különösen a jelenet jobb oldalán található templom szinte mindig a görög színházi komplexum része, amely átültetésként indokolhatja az oromzat megismétlődését a később megszilárdult kőmotívummal.
A szkéné előtt egy kiemelkedő színészi terület lehetett a modern proszkénion színpad őse. Lehetséges, hogy a színészek (a kórussal ellentétben) teljes egészében a proszkénionon játszottak, de ez nem biztos.
A zenekar szintjéből a közönség kiemelkedett, s egy domboldalon felépített padsorokon ült. A görög színházakat tehát csak a megfelelően kialakult dombokra lehetett építeni. A tipikus színház óriási volt, és körülbelül 15 000 nézőt tudott befogadni.
A görög színházakat nem fedték be; a közönség tagjai láthatták egymást, a környező vidéket, valamint a színészeket és a kórust.
|         | Az athéni színház Dorpfeld és Reisch, Das griechische Theater (Athén, 1896), az Encyclopædia Britannica 1911-es kiadásának „Színház” című cikkében bemutatott módon |
| ab,     | kettős nyugati fal |
| bc,     | szimpla fal |
| aa, gg, | a nézőtér szárnyait lezáró falak |
| b, f,   | bejáratok |
| c,      | a „katatome” (ahol az Akropolisz sziklájával találkoztak a falak)                                                                                                   |
| d, e,   | diazóma |
| fg,     | keleti határoló fal |
| hh,     | a Nero-színpad elülső fala |
| i,      | az 5. századi „orkhésztra” romja |
| klm,    | ősi falazat (tartófalak?) |
| nn,     | a legrégebbi színpadi épületek |
| oo,     | kőproszcénium (i. e. 1. vagy 2. század) |
| p,      | a nerói oldalszárnyak alapjai |
| qr,     | az 5. századi orkhésztra maradványa |
| s,      | 4. századi karzat |
| t,      | régi Dionüszosz-templom |

#### Az ókori Róma
A rómaiak a görög építési stílust másolták, de hajlamosak voltak nem annyira aggódni a helyszín miatt, mert képesek voltak falakat és teraszokat építeni ahelyett, hogy természetes helyszínt kerestek volna.
A nézőtér (latinul auditorium a. m. „a hallás helye”) volt az a terület, ahol az emberek összegyűltek, és néha egy kis dombra vagy lejtőre építették, ahol a görög színházak hagyományai szerint könnyen lehetett egymásra rakott ülőhelyeket készíteni. A nézőtér középső részét dombból vagy lejtőből vájták ki, míg a külső radiális ülőhelyek szerkezeti alátámasztást és szilárd támfalakat igényeltek. Ez természetesen nem mindig volt így, mivel a rómaiak hajlamosak voltak színházaikat felépíteni, függetlenül attól, hogy rendelkezésre álltak-e domboldalak. Róma városában az összes színházat teljesen ember alkotta, földművek nélkül. A nézőtér nem volt lefedve, inkább napellenzőket (vela) lehetett a fejük fölé húzni, hogy menedéket nyújtsanak az esőtől vagy a napfénytől.
Néhány fából épült római színházat lebontottak, miután véget ért a fesztivál, amelyre felállították őket. Ez a gyakorlat az állandó színházi struktúrákra vonatkozó moratóriumnak köszönhető, amely Kr. e. 55-ig tartott, amikor a Pompeius Színházat egy templommal kiegészítették a törvények kijátszására. Egyes római színházakat a jelek szerint soha nem fejeztek be.
Rómán belül kevés színház élte túl az építésüket követő évszázadokat, így kevés bizonyítékot szolgáltatva az egyes színházakra. Az Arausio, a mai franciaországi Orange-ban található színház jó példája a klasszikus római színháznak, behúzott scaenae frontokkal, amelyek a nyugat-római színházi tervekre emlékeztetnek, de hiányzik a díszítés. Az Arausio ma is áll, és elképesztő szerkezeti akusztikájával és ülőhelyeinek rekonstrukciójával a római építészet csodájának tekinthető.

#### Erzsébet korabeli Anglia

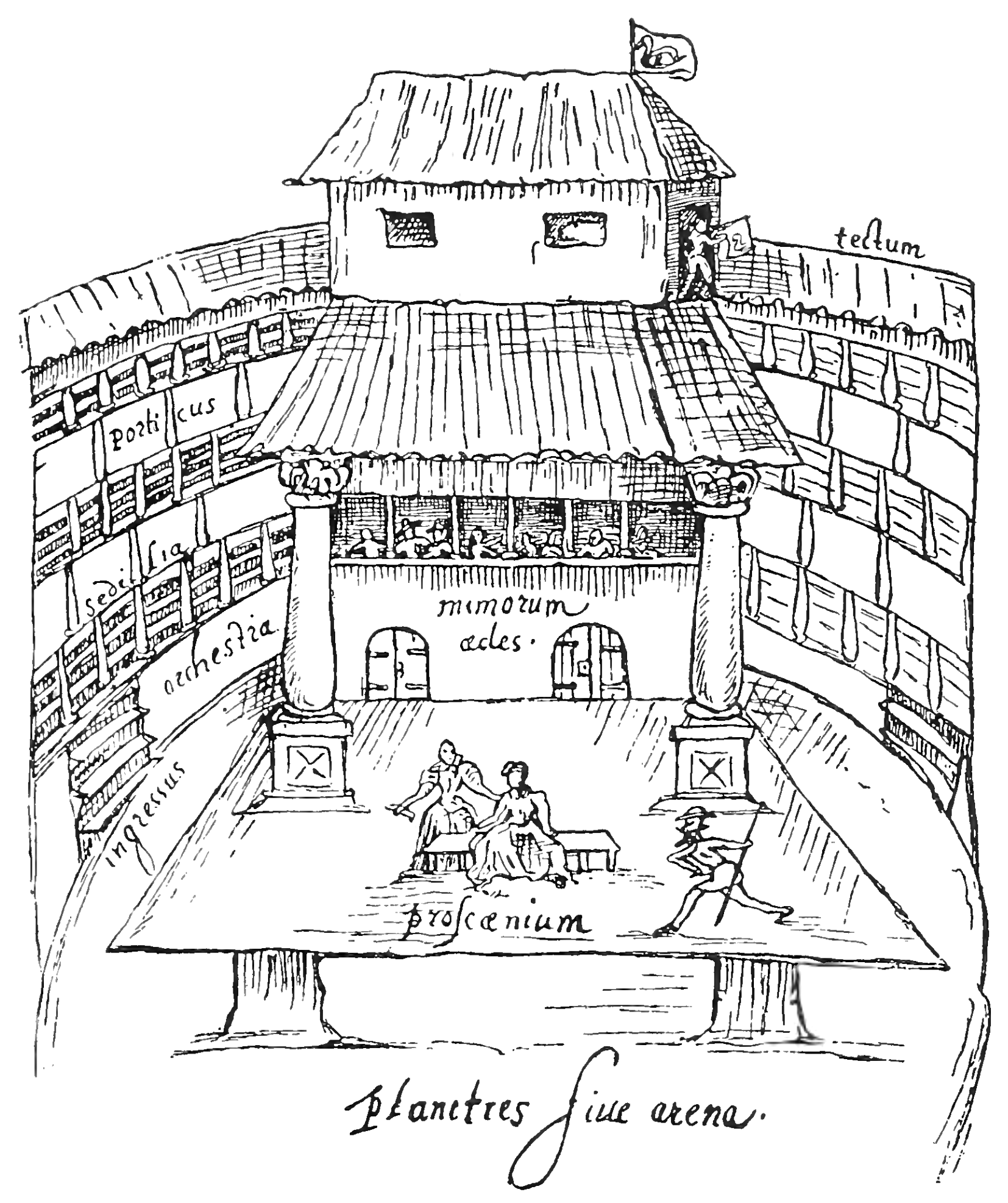
A Swan Theatre, Southwark, London, kerek szerkezetet mutat (1596)

Az Erzsébet-korszakban Angliában a színházakat fából készült keretre építették, Zsúptetőborítással töltötték ki, és nádtetővel fedték le. A színházak többnyire teljesen a szabadban működtek. Több emeletnyi fedett galériákból álltak, egy udvart ölelve körül, amely nyitott volt az időjárási elemek számára. A közönség nagy része az udvaron állt, közvetlenül a színpad előtt. Ez az elrendezés állítólag abból a gyakorlatból eredt, hogy a színi előadásokat vendégfogadók udvarán tartották. Az 1587-ben épült londoni bankside-i Rose Theatre régészeti ásatásai szerint a külső átmérője 72 láb (22 m), a közeli Globe Színház (1599) nagyobb, 100 láb (30 m) volt. A kerek alak másik bizonyítéka egy sor William Shakespeare V. Henrikjében, amelyben az épületet „az O-fának” nevezik, és számos durva fametszetű illusztráció van róluk Londonból.
Ekkortájt az angol színházak általános terminológiájává vált a „zöld szoba”, ahol a színészek várakozhatnak, amíg a színpadon meg kell jelenniük.
A Globe-ot mára teljesen működőképes színházzá építették újra fel eredeti helyének közelében (főleg Sam Wanamaker filmrendező erőfeszítéseinek köszönhetően), hogy a modern közönség képet kapjon arról a környezetről, amelyre Shakespeare és a korszak többi drámaírója színdarabokat írt.

### Fedett színházak

#### Reneszánsz Európa
A reneszánsz idején Itáliában megépültek az első modern, zárt színházak. Felépítésük hasonló volt az ókori színházakéhoz, egy barlanggal és egy városi utcát jelképező építészeti díszlettel. Ennek a stílusnak a legrégebbi fennmaradt példái a vicenzai Teatro Olimpico (1580) és a sabbionetai Teatro all'antica (1590).
A 17. század elején a színházak beltérbe költöztek, és a ma leggyakrabban látható elrendezéshez kezdtek hasonlítani, ahol a színpadot egy proszcéniumív választotta el a nézőktől. Ez egybeesett a perspektivikusan festett festői elemek iránti növekvő érdeklődéssel, mint például az Inigo Jones, Nicola Sabbatini és a Galli da Bibiena család által alkotott elemek iránt. Ezeknek az elemeknek a perspektíváját csak a nézőtér középső hátuljáról, az úgynevezett „hercegi székből” lehetett megfelelően szemlélni. Minél magasabb volt valakinek a státusza, annál közelebb ülhetett ehhez a nézőponthoz, és annál pontosabban láthatta a perspektívaelemeket.
Az első zárt színházak udvari színházak voltak, amelyek csak az uralkodók és a nemesség számára voltak nyitva. Az első nyilvános operaház a velencei Teatro San Cassiano volt (1637). Ezek szolgáltak mintául a későbbi színházak számára Európa-szerte.

#### Német operai hatás
Richard Wagner nagy jelentőséget tulajdonított a hangulatbeállító elemeknek, mint például az elsötétített színház, a hangeffektusok és az üléselrendezés (a zenekari árok leengedése), amelyek a közönség figyelmét a színpadra irányították, teljesen elmerítve a zene képzeletbeli világában, drámájában. Ezek a koncepciók akkoriban forradalmiak voltak, de azóta természetesnek veszik őket a modern operai környezetben, valamint sok más típusú színházi törekvésben.

#### Kortárs színházak
A kortárs színházak gyakran nem hagyományosak, például nagyon alkalmazkodó terekkel bírnak, vagy olyan színházak, ahol a közönség és az előadók nincsenek elválasztva. Ennek egyik fő példája a moduláris színház, nevezetesen a Walt Disney Modular Theatre. Ennek a nagy színháznak a padlója és a falai kis mozgatható részekre vannak osztva, a padlórészek pedig állítható hidraulikus oszlopokon vannak, így a teret minden egyes darabhoz tetszőleges konfigurációba lehet állítani. Ahogy a színházi előadások új stílusa fejlődött, úgy nőtt a vágy az előadási helyszínek javítására vagy újrateremtésére. Ez ugyanúgy vonatkozik a művészi és prezentációs technikákra, mint például a színpadi világításra.
A kortárs élő színházak sajátos tervei közé tartozik a proszkénion, a nyitott színpadú, a fekete dobozos színház, a körszínház, az amfiteátrum és az aréna. A klasszikus indiai táncban Natya Shastra három színpadtípust határoz meg. Ausztráliában és Új-Zélandon egy kicsi és egyszerű színházat, különösen egy nagyobb helyszínen, színháznak neveznek. A szó az 1920-as évek Londonjából származik, egy kis zenei helyszínről.
A színházi előadások más célra kialakított helyszíneken is lebonyolíthatók, például vasúti kocsikban. Az elmúlt években az Edinburgh Fringe-en egy Hover Car és egy taxi is szerepelt.

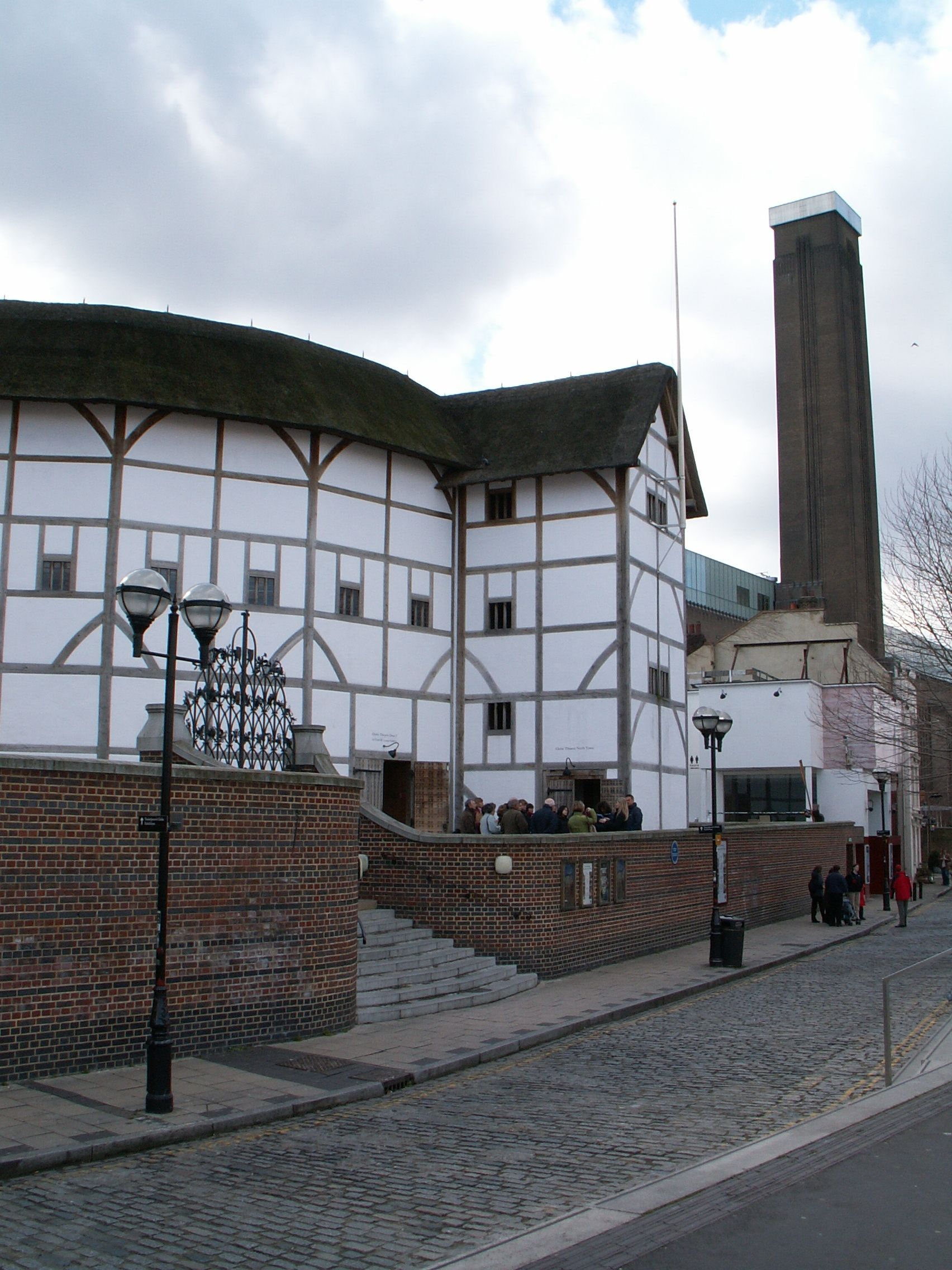
A londoni Shakespeare-féle Globe Színház rekonstrukciója
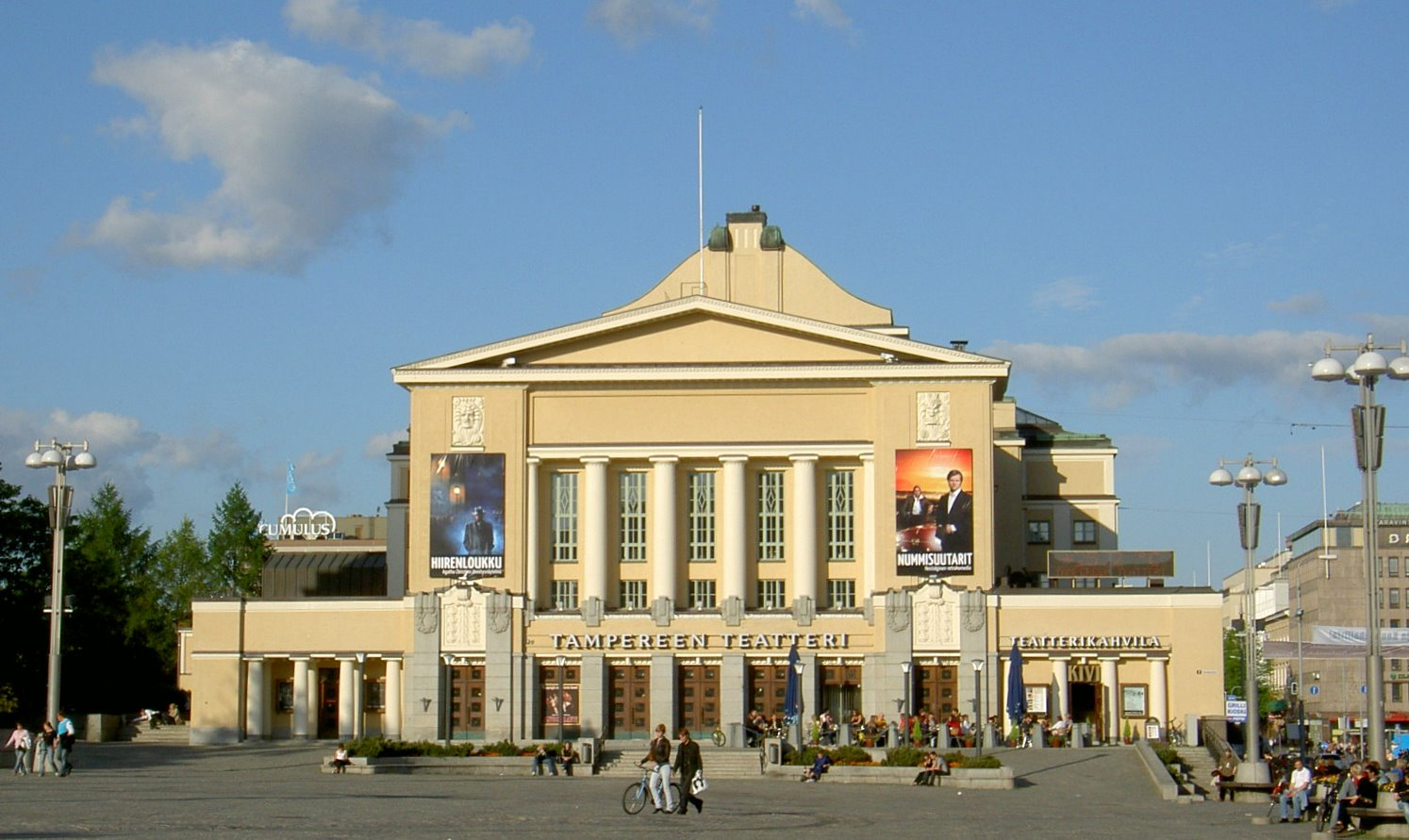
A Tampere Színház Tamperében, Finnországban
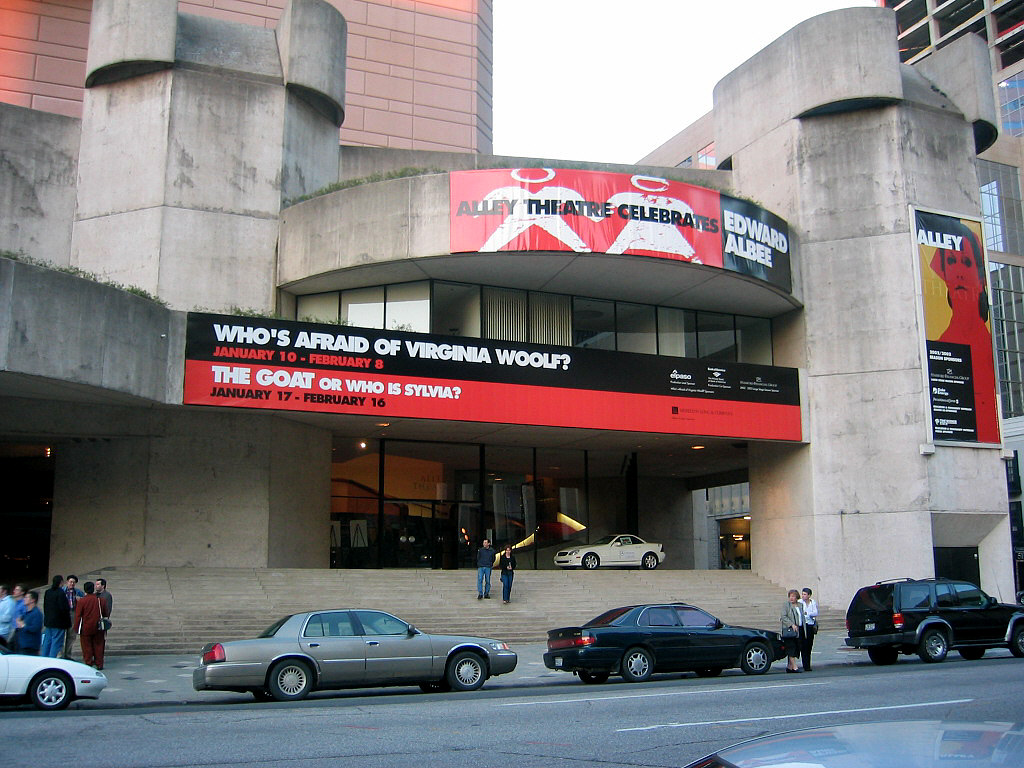
Az Alley Theatre, az Alley Theatre Company otthona, Houston (Texas)
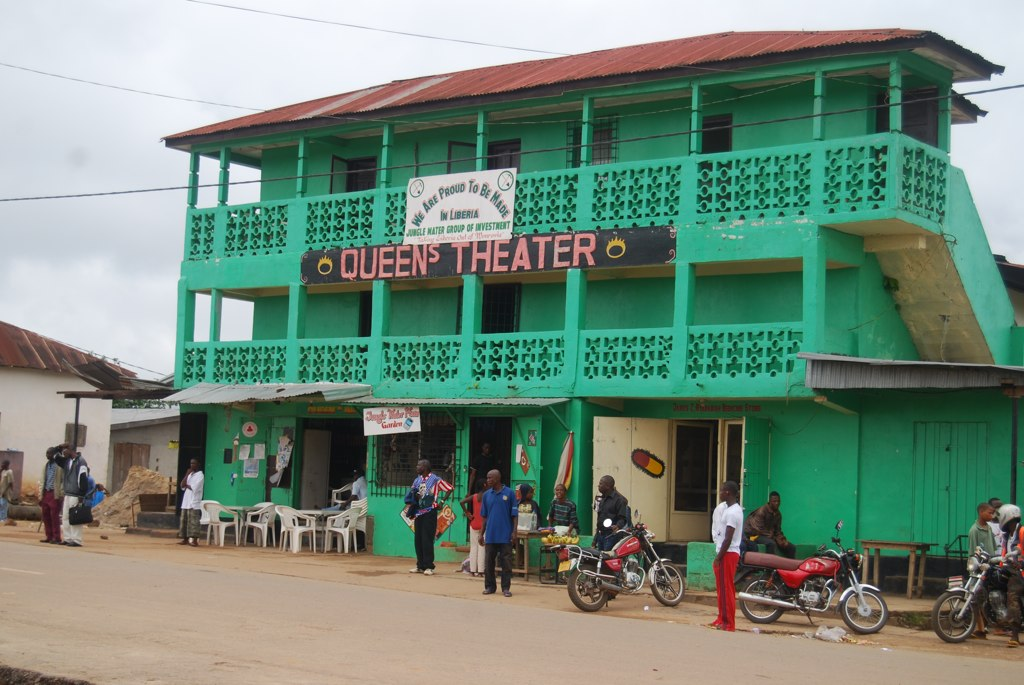
Queen's Theatre (Ganta, Liberia)
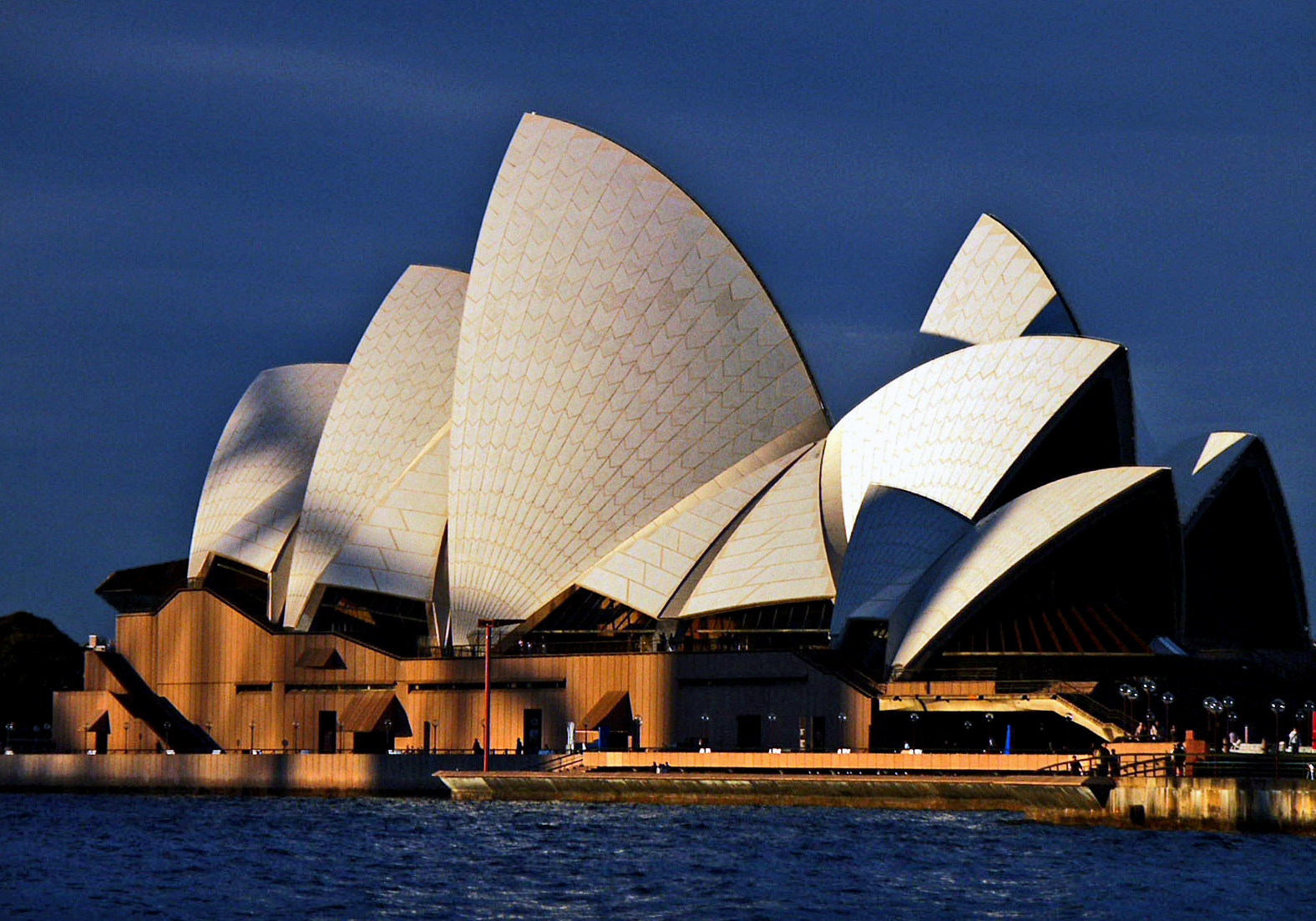
A Sydney-i Operaház
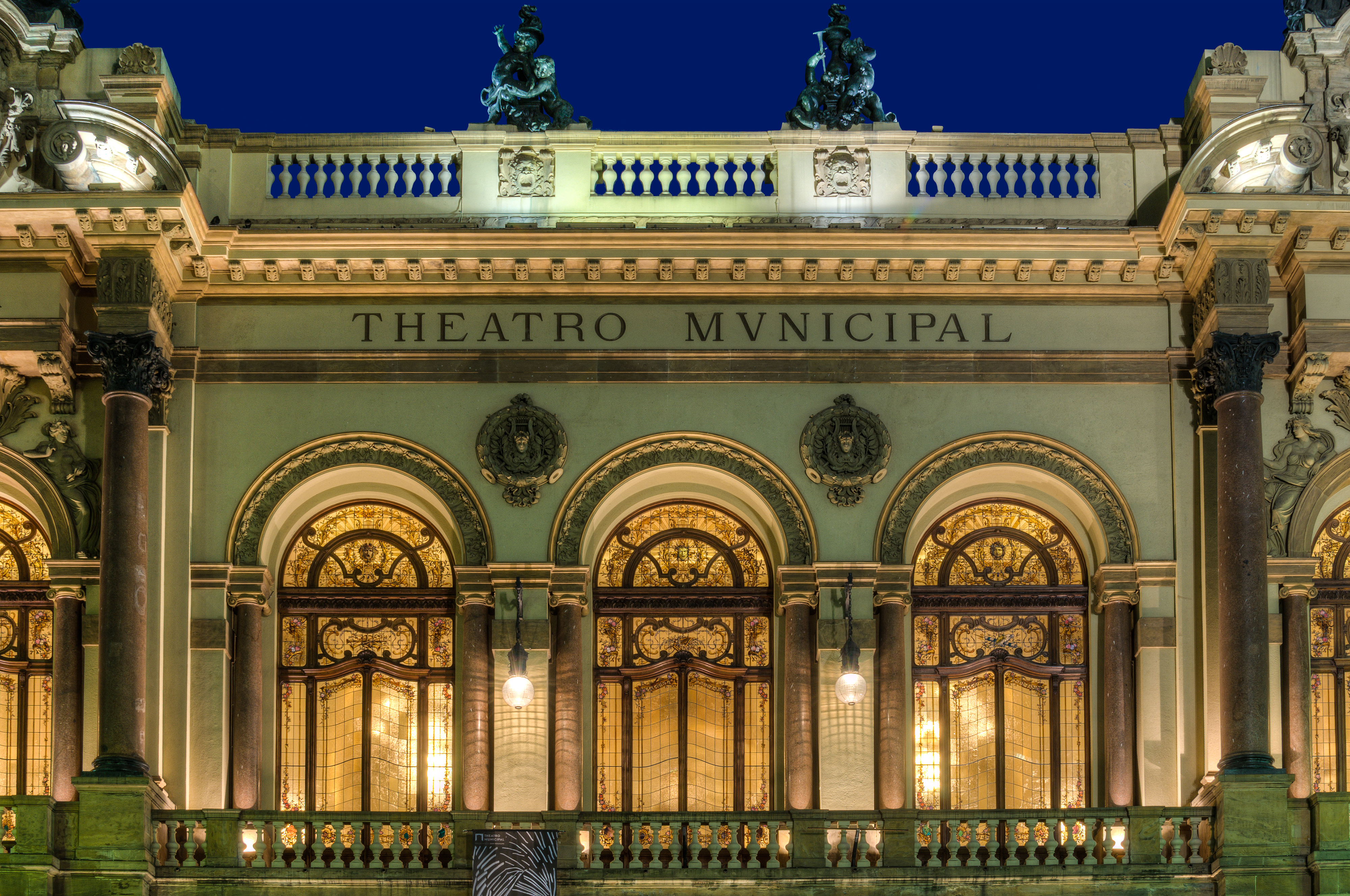
São Pauló-i Színház

## Ázsiai színháztervezés

### Nó

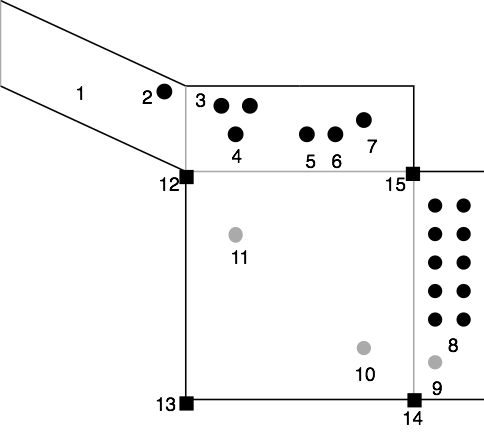
1: hashigakari. 2: kyōgen folt. 3: színpadi kísérők. 4: botdob. 5: csípődob. 6: válldob. 7: furulya. 8: kórus. 9: waki ülés. 10: waki spot. 11: sz@r folt. 12: sz@r-basira. 13: metsuke-bashira. 14: waki-bashira. 15: fue-bashira

A nó színházban használt hagyományos színpad kínai mintára épül. Teljesen nyitott, közös élményt nyújt az előadók és a közönség között a darab során. A kilátást akadályozó proszcéniumok vagy függönyök nélkül a közönség pillanatok alatt látja az egyes szereplőket, még azelőtt, hogy belépnének a színpad elsődleges platformjára. Magát a színházat szimbolikusnak tartják, és tisztelettel kezelik mind az előadók, mind a közönség.
A színpadon egy nagy, négyzet alakú emelvény található, három oldalán falak és függönyök nélkül, és hagyományosan egy fenyőfát ábrázoló festmény hátul. Az emelvény a közönség ülőhelye fölé van emelve, amelyet fehér kavicsos talaj borít. A négy színpadsarkot cédrusoszlopok jelölik, az egészet tető fedi, még akkor is, ha a nó-színpadot zárt térben állítják fel. A színpad alatt kerámia tégelyrendszer erősíti fel a tánc hangjait az előadás alatt. Van egy kis ajtó, amely lehetővé teszi a zenészek és énekesek belépését.
A független tető a nó-színpad egyik legismertebb jellemzője. A négy oszloppal alátámasztott tető a színpad szentségét szimbolizálja, építészeti kialakítása a sintó szentélyek istentiszteleti pavilonjából (phaiden) vagy szent táncpavilonjából (kaguraden) származik. A tető a színház terét is egyesíti, és a színpadot építészeti egységként határozza meg.
A tetőt tartó oszlopok neve sitebasira (a főszereplő oszlopa), mecukebasira (a néző oszlopa), vakibasira (a mellékszereplő oszlopa) és fuebasira (fuvolaoszlop), az óramutató járásával megegyező irányban. Minden pillér az előadókhoz és tetteikhez kapcsolódik.
A színpad teljes egészében befejezetlen hinokiból, egy japán ciprusból készült, szinte semmilyen díszítőelem nélkül. Simazaki Tószon költő és regényíró azt írja, hogy „a nó-színház színpadán nincsenek díszletek, amelyek minden darabbal változnának. Függöny sincs. Csak egy egyszerű tábla (kagami-ita) van egy zöld fenyő festményével. Ez azt a benyomást kelti, hogy mindent, ami bármilyen árnyékolást biztosíthat, száműztek. Ezt az egyhangúságot megtörni és valamit megtörténtetni nem könnyű dolog.”
A színpad másik különlegessége a hasigakari, egy keskeny híd a színpad jobb oldalán, amelyet a színészek használnak a színpadra lépéshez. Jelentése „függőhíd”, valami olyat jelent, amely két külön világot köt össze ugyanazon a szinten. A híd a nó-játékok mitikus jellegét szimbolizálja, amelyekben gyakran jelennek meg túlvilági lelkek és szellemek. Ezzel szemben a hanamicsi a kabuki színházakban szó szerint egy út (michi), amely egyetlen világban köt össze két teret, így teljesen más jelentőséggel bír.

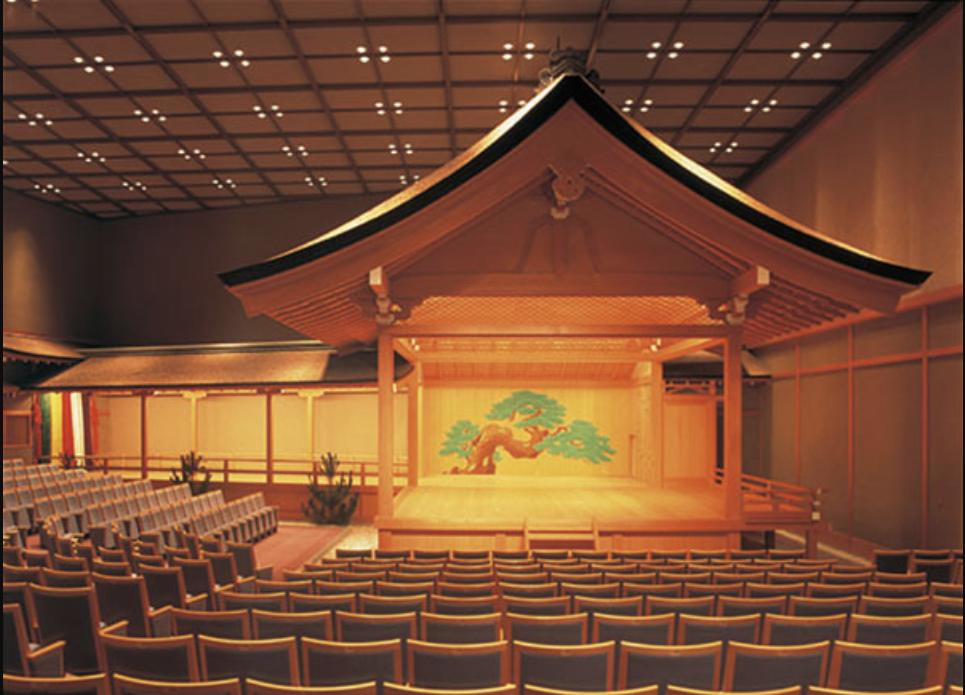
Egy modern nó-színház fedett tetőszerkezettel

### Kabuki

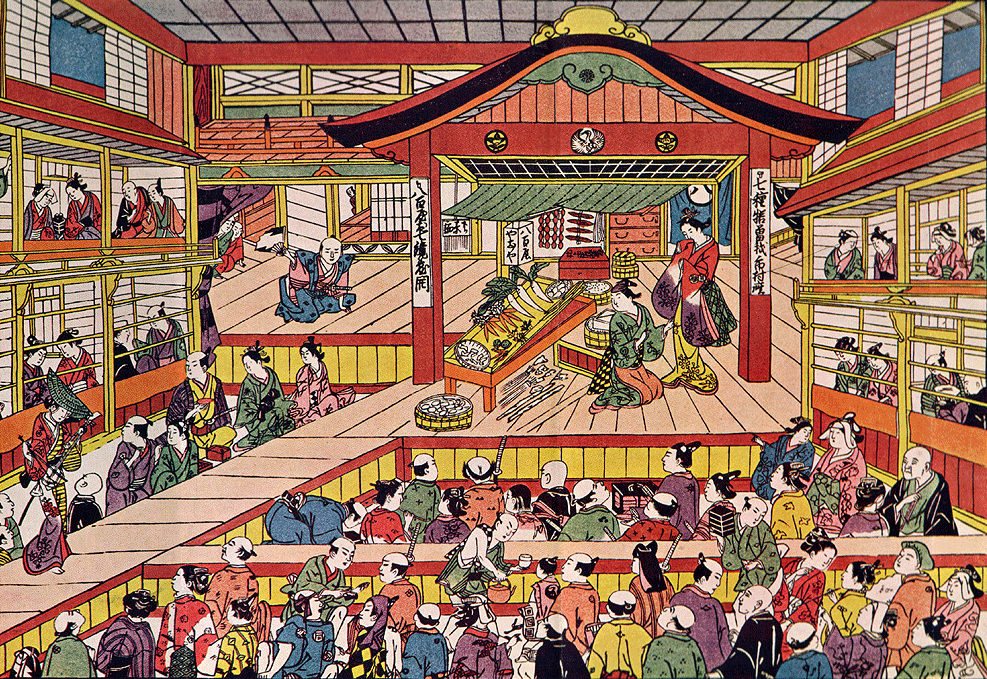
Okumura Maszanobu (1686–1764) Sibai Ukie (Jelenet egy színdarabból), Edo Icsimura-za színházát ábrázolja az 1740-es évek elején

A japán kabuki színpadon van egy hanamicsi (花道; szó szerint: virágút) nevű vetítés, egy sétány, amely benyúlik a közönségbe, és amelyen keresztül drámai be- és kijárások történnek. Okuni egy hanamicsi színpadon is fellépett a kíséretével. A színpadot nemcsak sétányként vagy ösvényként használják a nagyszínpadhoz és onnan való eljutáshoz, hanem fontos jeleneteket is játszanak a színpadon. A kabuki színpadok és színházak technológiailag egyre kifinomultabbakká váltak, és a 18. században olyan újításokat vezettek be, mint a forgószínpadok és a csapóajtók. A mozgatórugó a kabuki színház egy gyakori témája, a hirtelen, drámai kinyilatkoztatás vagy átalakulás megnyilvánulásának vágya volt. Számos színpadi trükk, köztük a színészek gyors megjelenése és eltűnése, alkalmazza ezeket az újításokat. A keren (外連) kifejezést, amelyet gyakran úgy fordítanak, hogy a galériában játszanak, néha gyűjtőként használják ezekhez a trükkökhöz. A Hanamicsi és számos újítás, köztük a forgószínpad, a seri és a csunori, mind hozzájárultak a kabuki játékhoz. A Hanamicsi mélységet hoz létre, és mind a szeri, mind a csunori függőleges dimenziót biztosít.

### Koothambalam

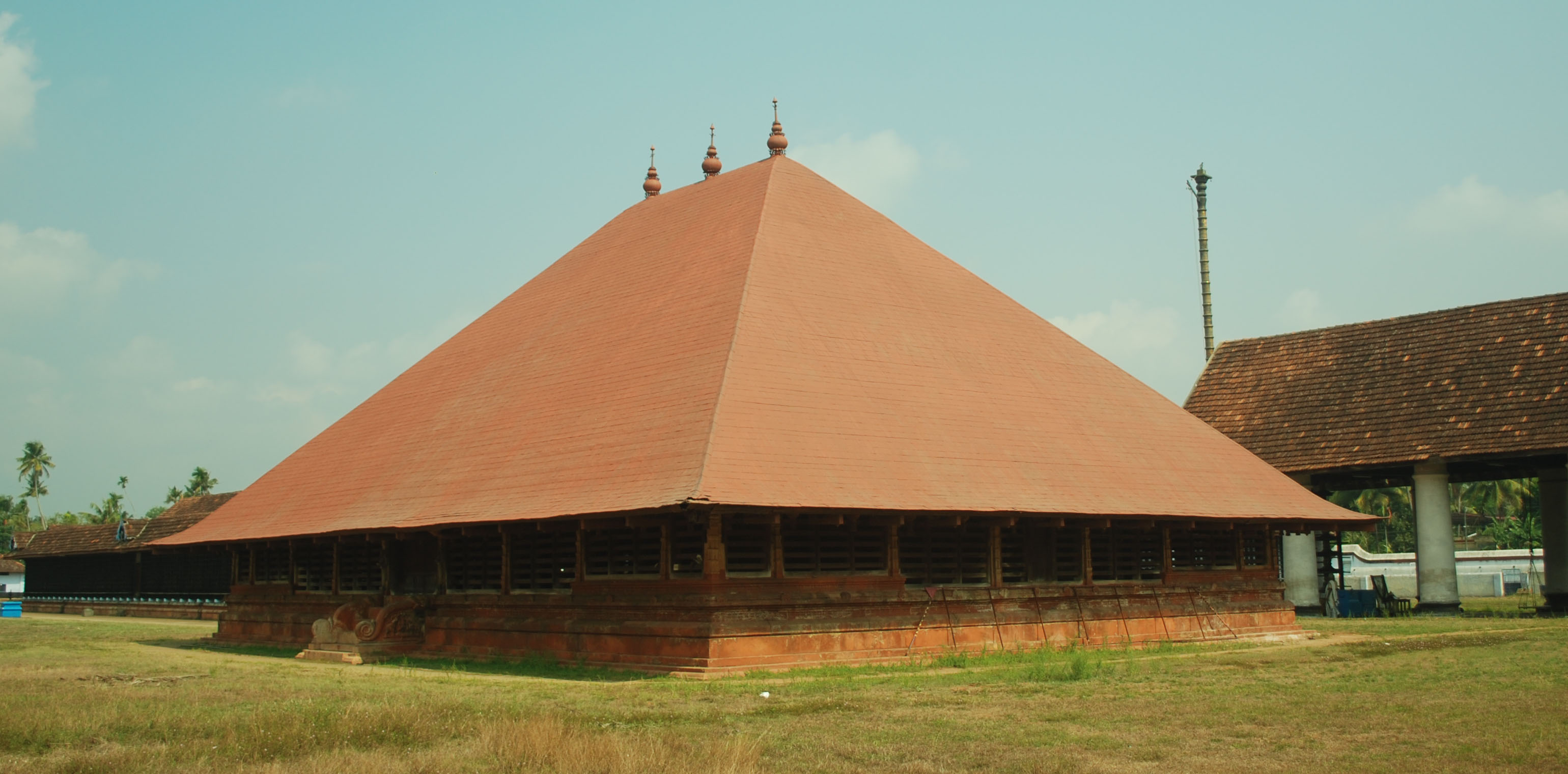
A Koothambalam Színház külseje

Az indiai Koothambalam-templom a szanszkrit dráma előadására használt tér. Koothambalamnak vagy kuttampalamnak hívják, ez egy nagy, magas kasztból álló téglalap alakú templom Keralában, amely „vizuális áldozatot” jelentett a templom bármely istenségének. Kutiyattam vagy „kombinált színészi” előadásokra készültek, amelyekből ma csak két drámát adnak elő.
A templom gúlatetejű, magas falakkal és magas mennyezettel rendelkezik. A nagy templomon belül van egy színpad, amelyen belül egy nagy emelvény gulatetővel rendelkezik. A színpad elkülönül a közönségtértől, ahol a zenész (egy dobos magas ülésen) a színpad mögött, valamint az öltözők szintén hátul vannak, mögötte kijárati ajtókkal. A közönség sima, csiszolt padlón ül. Számos Koothambalam létezik több indiai templomban, és ugyanazt a téglalap alakú tervet és szerkezetet követi.

## Fordítás
- Ez a szócikk részben vagy egészben  a   Theater (structure) című angol Wikipédia-szócikk ezen változatának fordításán alapul.  Az eredeti cikk szerkesztőit annak laptörténete sorolja fel. Ez a jelzés csupán a megfogalmazás eredetét és a szerzői jogokat jelzi, nem szolgál a cikkben szereplő információk forrásmegjelöléseként.